# Leichtathletik-Länderkampf der Männer 1967 Großbritannien – BR Deutschland
| 9. Leichtathletik-Länderkampf mit bundesdeutscher Beteiligung 1967 | 9. Leichtathletik-Länderkampf mit bundesdeutscher Beteiligung 1967 |
| ------------------------------------------------------------------ | ------------------------------------------------------------------ |
|                                                                    |                                                                    |
| Ländervergleich der Männer: Großbritannien – BR Deutschland        |                                                                    |
| Austragungsort                                                     | London                                                             |
| Wettbewerbe                                                        | 20                                                                 |
| Datum                                                              | 22./23. September                                                  |
| 1. FRG 2. GBR                                                      | 121 Punkte 090 Punkte                                              |
| Chronik                                                            |                                                                    |
| ← FRG-POL (F)                                                      | GBR-FRG (F) →                                                      |

Den neunten Vergleich des Länderkampfjahres 1967 bestritten die Männer am 22./23. September. In London trafen sie knapp eine Woche nach dem Europacupfinale zum achten Mal auf Großbritannien. In den vorangegangenen Begegnungen hatte es sieben bundesdeutsche Siege gegeben und einen britischen.

## Wettbewerbe und Modus
Auf dem Programm standen die bei Länderkämpfen üblichen zwanzig Disziplinen. Aus dem olympischen Wettbewerbskatalog fehlten nur der Marathonlauf, die beiden Gehdisziplinen und der Zehnkampf. Die Wertung erfolgte durchgängig nach dem Standardsystem.

## Ergebnis
Die bundesdeutschen Leichtathleten waren ihren britischen Konkurrenten in fast allen Teilbereichen überlegen. Sie entschieden sieben Läufe für sich, die Briten drei. Von den Staffeln gewannen die beiden Länder je eine. Auch die Erfolge im Bereich Sprung waren mit je zwei Siegen ausgeglichen, wobei die Bundesrepublik Deutschland einen Doppelerfolg verbuchte, Großbritannien keinen. Die Kategorie Wurf/Stoß dominierten die bundesdeutschen Sportler mit vier Siegen bei gleichzeitig vier Doppelerfolgen komplett. Das führte in der Endabrechnung zu einem bundesdeutschen Länderkampfsieg mit 121 zu neunzig Punkten.

## Legende
Kurze Übersicht zur Bedeutung der Symbolik – so üblicherweise auch in sonstigen Veröffentlichungen verwendet:
| DNF | nicht im Ziel (did not finish) |

## Resultate

### 100 m
| Platz | Athlet        | Land | Zeit (s) |
| ----- | ------------- | ---- | -------- |
| 1     | Ronald Jones  | GBR  | 10,5     |
| 2     | Jobst Hirscht | FRG  | 10,6     |
| 3     | Barrie Kelly  | GBR  | 10,6     |
| 4     | Horst Assion  | FRG  | 10,8     |

Datum: 22. September

### 200 m
| Platz | Athlet             | Land | Zeit (s) |
| ----- | ------------------ | ---- | -------- |
| 1     | Martin Jellinghaus | FRG  | 21,7     |
| 2     | Menzies Campbell   | GBR  | 21,9     |
| 3     | Dick Steane        | GBR  | 22,1     |
| 4     | Edgar Krüger       | FRG  | 22,2     |

Datum: 23. September

### 400 m
| Platz | Athlet          | Land | Zeit (s) |
| ----- | --------------- | ---- | -------- |
| 1     | Ingo Röper      | FRG  | 47,3     |
| 2     | Colin Campbell  | GBR  | 47,3     |
| 3     | Gerhard Hennige | FRG  | 47,6     |
| 4     | Howard Davies   | GBR  | 48,1     |

Datum: 22. September

### 800 m
| Platz | Athlet             | Land | Zeit (min) |
| ----- | ------------------ | ---- | ---------- |
| 1     | Franz-Josef Kemper | FRG  | 1:48,7     |
| 2     | John Boulter       | GBR  | 1:49,2     |
| 3     | Bodo Tümmler       | FRG  | 1:50,2     |
| 4     | Chris Carter       | GBR  | 1:51,0     |

Datum: 23. September

### 1500 m
| Platz | Athlet                | Land | Zeit (min) |
| ----- | --------------------- | ---- | ---------- |
| 1     | Alan Simpson          | GBR  | 3:42,5     |
| 2     | John Whetton          | GBR  | 3:43,3     |
| 3     | Walter Adams          | FRG  | 3:44,1     |
| 4     | Karl-Heinz Schirmeier | FRG  | 3:45,4     |

Datum: 22. September

### 5000 m
| Platz | Athlet        | Land | Zeit (min) |
| ----- | ------------- | ---- | ---------- |
| 1     | Allan Rushmer | GBR  | 13:37,0    |
| 2     | Werner Girke  | FRG  | 13:41,6    |
| 3     | Dick Taylor   | GBR  | 13:42,6    |
| 4     | Hans Gerlach  | FRG  | 14:10,2    |

Datum: 23. September

### 10.000 m
| Platz | Athlet             | Land | Zeit (min) |
| ----- | ------------------ | ---- | ---------- |
| 1     | Manfred Letzerich  | FRG  | 28:41,4    |
| 2     | Jim Hogan          | GBR  | 28:52,8    |
| 3     | Ron Hill           | GBR  | 29:22,4    |
| 4     | Bernd-Dieter Hecht | FRG  | 30:27,0    |

Datum: 22. September

### 110 m Hürden
| Platz | Athlet         | Land | Zeit (s) |
| ----- | -------------- | ---- | -------- |
| 1     | Hinrich John   | FRG  | 14,2     |
| 2     | Alan Pascoe    | GBR  | 14,3     |
| 3     | Andy Todd      | GBR  | 14,6     |
| 4     | Günther Nickel | FRG  | 15,0     |

Datum: 22. September

### 400 m Hürden
| Platz | Athlet          | Land | Zeit (s) |
| ----- | --------------- | ---- | -------- |
| 1     | Gerhard Hennige | FRG  | 51,4     |
| 2     | Andy Todd       | GBR  | 51,7     |
| 3     | Horst Gieseler  | FRG  | 51,8     |
| DNF   | Peter Warden    | GBR  |          |

Datum: 23. September

### 3000 m Hindernis
| Platz | Athlet               | Land | Zeit (min) |
| ----- | -------------------- | ---- | ---------- |
| 1     | Klaus-Ludwig Brosius | FRG  | 8:38,2     |
| 2     | Maurice Herriott     | GBR  | 8:44,0     |
| 3     | Helmut Neumann       | FRG  | 8:46,0     |
| 4     | Ernie Pomfret        | GBR  | 8:56,2     |

Datum: 23. September

### 4 × 100 m Staffel
| Platz | Besetzung      | Land                                                  | Zeit (s) |
| ----- | -------------- | ----------------------------------------------------- | -------- |
| 1     | Großbritannien | Mike Hauck Ronald Jones Menzies Campbell Barrie Kelly | 39,8     |
| 2     | BR Deutschland | Jobst Hirscht Gert Metz Dieter Enderlein Horst Assion | 40,1     |

Datum: 22. September

### 4 × 400 m Staffel
| Platz | Besetzung      | Land                                                       | Zeit (min) |
| ----- | -------------- | ---------------------------------------------------------- | ---------- |
| 1     | BR Deutschland | Helmar Müller Ingo Röper Jens Ulbricht Friedrich Roderfeld | 3:06,0     |
| 2     | Großbritannien | Green Mike Hauck Len Walters Colin Campbell                | 3:06,2     |

Datum: 23. September

### Hochsprung
| Platz | Athlet                | Land | Höhe (m) |
| ----- | --------------------- | ---- | -------- |
| 1     | Wolfgang Schillkowski | FRG  | 2.06     |
| 2     | Gunther Spielvogel    | FRG  | 2.01     |
| 3     | Mike Campbell         | GBR  | 2.01     |
| 4     | Crawford Fairbrother  | GBR  | 1,90     |

Datum: 23. September

### Stabhochsprung
| Platz | Athlet          | Land | Höhe (m) |
| ----- | --------------- | ---- | -------- |
| 1     | Heinfried Engel | FRG  | 4,80     |
| 2     | Mike Bull       | GBR  | 4,70     |
| 3     | Klaus Lehnertz  | FRG  | 4,70     |
| 4     | G. W. Rule      | GBR  | 4,40     |

Datum: 22. September

### Weitsprung
| Platz | Athlet         | Land | Weite (m) |
| ----- | -------------- | ---- | --------- |
| 1     | Lynn Davies    | GBR  | 7,75      |
| 2     | Josef Schwarz  | FRG  | 7,55      |
| 3     | Uwe Töppner    | FRG  | 7,12      |
| 4     | G. J. Williams | GBR  | 6,94      |

Datum: 23. September

### Dreisprung
| Platz | Athlet        | Land | Weite (m) |
| ----- | ------------- | ---- | --------- |
| 1     | Fred Alsop    | GBR  | 16,00     |
| 2     | Michael Sauer | FRG  | 15,83     |
| 3     | Günter Krivec | FRG  | 15,18     |
| 4     | Graham Hamlyn | GBR  | 14,73     |

Datum: 22. September

### Kugelstoßen
| Platz | Athlet               | Land | Weite (m) |
| ----- | -------------------- | ---- | --------- |
| 1     | Traugott Glöckler    | FRG  | 19,00     |
| 2     | Heinfried Birlenbach | FRG  | 17,95     |
| 3     | Jeff Teale           | GBR  | 17,17     |
| 4     | Alan Carter          | GBR  | 15,37     |

Datum: 22. September

### Diskuswurf
| Platz | Athlet          | Land | Weite (m) |
| ----- | --------------- | ---- | --------- |
| 1     | Dirk Wippermann | FRG  | 58.14     |
| 2     | Hein-Direck Neu | FRG  | 57,98     |
| 3     | Bill Tancred    | GBR  | 52,16     |
| 4     | Arthur McKenzie | GBR  | 48,34     |

Datum: 23. September

### Hammerwurf
| Platz | Athlet       | Land | Weite (m) |
| ----- | ------------ | ---- | --------- |
| 1     | Uwe Beyer    | FRG  | 65,84     |
| 2     | Hans Fahsl   | FRG  | 63,14     |
| 3     | Howard Payne | GBR  | 59,08     |
| 4     | Lawrie Bryce | GBR  | 54,08     |

Datum: 23. September

### Speerwurf
| Platz | Athlet          | Land | Weite (m) |
| ----- | --------------- | ---- | --------- |
| 1     | Hermann Salomon | FRG  | 79,92     |
| 2     | Hanno Struse    | FRG  | 78,90     |
| 3     | Dave Travis     | GBR  | 75,38     |
| 4     | Colin Smith     | GBR  | 66,98     |

Datum: 22. September